# Soldat
Soldat – dwuwymiarowa, shareware’owa komputerowa gra akcji dla wielu graczy przeznaczona na systemy Windows. Gra jest napisana w języku programowania Delphi i używa bibliotek JEDI oraz INDY10 (networking). Prace nad grą rozpoczęto w listopadzie 2001 roku, a pierwsza wersja Soldata (1.0.5b) została wydana 9 maja 2002 r. przez Michała Marcinkowskiego – studenta informatyki i założyciela Transhuman Design. Od tego czasu gra przeszła wiele modyfikacji i ulepszeń.
Grę cechuje dynamika toczącej się akcji, która rozgrywa się na 63 standardowych, stworzonych przez Michała Marcinkowskiego mapach i tysiącach dodatkowych stworzonych przez fanów. Obecna wersja, 1.7.1, posiada 7 trybów rozgrywki. Gracz ma do wyboru 18 współczesnych broni do walki z rywalami. Gracz może korzystać z bonusów, takich jak apteczka regenerująca zdrowie bohatera czy granaty odłamkowe przydatne w ofensywie. Gra jest prawie w pełni modyfikowalna, co jest jej główną cechą charakterystyczną. Własne modyfikacje do gry można stworzyć poprzez edycję plików gry – np. graficznych lub dźwiękowych.
1 lutego 2016 ukazała się wersja 1.7.0, która dodaje do gry wsparcie dla wysokich rozdzielczości (do 4K), odświeżoną grafikę i poprawioną wydajność.
Rok po wydaniu wersji 1.7.1, zamknięto Polską Ligę Soldat. Aktualni developerzy gry zdecydowali się na wydanie gry na popularnej platformie Steam.

## Historia
Soldat istnieje od 2002 roku. Wokół gry utworzyła się duża i rozbudowana społeczność graczy. Istnieją ligi Soldat, strony, fora internetowe poświęcone grze oraz serwery służące do gry wieloosobowej. Środowisko fanowskie tworzy modyfikacje do gry, mapy i aplikacje, które mają ułatwić lub umilić grę w Soldata. Wśród aplikacji tworzonych przez fanów są edytory map, broni, programy do prowadzenia statystyk i programy „auto-join”.
Organizowane są międzynarodowe mistrzostwa świata w normalnym trybie CTF – SWC (Soldat World Cup) oraz w realistycznym CTF’ie – SRWC (Soldat Realistic World Cup). Serwer lobby pokazuje, że obecnie istnieje średnio 500 serwerów gry i około 1200 graczy jest on-line. Całkowita liczba graczy nie jest znana, ale obecnie oficjalne forum gry ma ponad 10 000 członków.
Michał Marcinkowski obiecał uznać Soldata za open source, gdy tylko przestanie pracować nad tą grą, jednak w 2009 roku przekazał rozwój gry w ręce gracza i twórcy wielu dodatków Nickowi Cooperowi (EnEsCe). Po wyjściu wersji beta 1.5.1e, Nick zrezygnował z programowania Soldata. W swoim oświadczeniu napisał, iż przyczyną rezygnacji jest głównie brak czasu, ale też miał inne powody, których nie zdradził. Obecnie Soldatem zajmuje się specjalna grupa developerska, pod kierownictwem Shoozzy (Autor m.in. ARSSE), który w przeszłości, jak stwierdził Michał Marcinkowski, bardzo pomagał rozwijać grę.

## Tryby gry
- Deathmatch
- Pointmatch
- Rambomatch
- Teammatch
- Capture the flag
- Hold the Flag
- Infiltration

Dodatkowo dostępne są 3 inne opcje zmieniające sposób rozgrywki:
- Survival, w którym odrodzenie dokonuje się dopiero po śmierci wszystkich graczy, lub (w CTF) któraś z drużyn zdobędzie punkt za CAP.
- Realistic, w którym bronie mają bardziej realistyczne obrażenia i w większości przypadków jeden strzał zabija. Także pole widzenia jest ograniczone przez obiekty znajdujące się na mapie, nie widać także tego, co znajduje się za graczem. Dodane są także obrażenia od upadku i odrzut broni.
- Advance, w którym gracz startuje jedynie z bronią podręczną i musi zabić określoną liczbę graczy, aby zdobyć inne.

## Tryby rozgrywki

### Hold the Flag
Tryb Hold the Flag (skr. HTF) został dodany w wersji 1.3 razem z mapami: htf_Rubik, htf_Dusk (autor: Michal Zajaczkowski) i htf_Muygen (autor: The Geologist). Mapy htf_Nuclear i htf_Mare zostały dodane później. Aktualne oryginalne mapy nie są zbyt duże – więcej niż sześcioro graczy może spowodować chaos. Hold the flag jest połączeniem trybu capture the flag, infiltration i pointmatch. Rozgrywka jest swoistą drużynową wersją pointmatch, z naliczaniem punktów na zasadzie obowiązującej w infiltration. Polega ona na zdobyciu żółtej flagi przez jedną z drużyn (Alpha lub Bravo) i przetrzymywanie jej jak najdłużej. Drużyna dostaje punkt za każde 5 sekund posiadania flagi.

### Pointmatch
Jest połączeniem trybu deathmatch i hold the flag. Pointmatch różni się od niego wprowadzeniem żółtej flagi, która jest umieszczona gdzieś na mapie. Po jej zdobyciu zdobywa się więcej punktów za każdego zabitego przeciwnika. Zdobywanie double-, triple-, multi- itp. kills także daje dodatkowe punkty. W pointmatch można grać na każdej mapie służącej do rozgrywki deathmatch. Z racji swojej oryginalności pointmatch nie jest zbyt popularnym trybem gry i ciężko go znaleźć na publicznych serwerach.

### Rambomatch
Jeden z mniej popularnych trybów. Można go porównać do trybu „king of the hill” albo „kill the rabbit” w innych grach. Przypomina tryby deathmatch i pointmatch. Tak, jak w pointmatch jest tu przedmiot, który faworyzuje jednego gracza. Tu odpowiednikiem flagi jest Łuk Rambo. Ta broń pojawia się tylko raz w określonym punkcie mapy (jeśli istnieje na mapie takich kilka, to pojawia się on w wylosowanym). Gracz, który go podniesie staje się Johnem Rambo. Wtedy jego życie stale się regeneruje, a łuk jest potężną bronią w tym trybie. Zabici wrogowie dają punkty tylko wtedy, kiedy jesteś Johnem Rambo, albo zabije się obecnego Rambo.

### Capture The Flag
Ten tryb (w skrócie CTF – Zdobądź flagę) jest najpopularniejszym trybem na soldatowskich serwerach, publicznych, jak i prywatnych. Gracze są podzieleni na 2 drużyny. Każda ma swoją bazę, w których jest flaga o kolorze identycznym do koloru drużyny. Zadaniem gracza jest, zabranie flagi z bazy przeciwnika i doniesienie do swojej bazy, w której jest flaga drużyny gracza (tzw. CAP). CAP nie będzie możliwy, wtedy kiedy przeciwnik posiada flagę lub flaga drużyny gracza została upuszczona na mapie. 1 CAP = 1 pkt. Wygrywa drużyna, która uzbierze określoną liczbę pkt lub po zakończeniu rundy będzie miała ich więcej niż drużyna przeciwna.

### Infiltration
Tryb rozgrywki (w skrócie INF), w którym gracze dzielą się na 2 drużyny, z czego każda z nich ma inne zadanie. Drużyna czerwona (Alpha) ma bazę z białą flagą. Białej flagi, nie można przemieścić. Drużyna niebieska (Bravo) ma bazę z Czarną flagą, ale punkt respawnu, ma zawsze od niej oddalony (na niektórych mapach niewiele (np. inf_Industral), a na innych bardzo (np. inf_Abel)). Najważniejsza jest czarna flaga. Zadaniem drużyny niebieskiej jest przetrzymywanie czarnej flagi w bazie. Za każde 5 sekund przetrzymanej flagi w bazie, niebiescy dostają 1 punkt (w wypadku gdy nagle czarna flaga znajdzie się poza bazą, tj. „stoper”, liczący wcześniej wymienione sekundy, zatrzymuje się do momentu, aż czarna flaga wróci do bazy, czas „stopera” nie jest dla nikogo widoczny, nawet dla admina gry). Zadaniem drużyny czerwonych, jest zabranie czarnej Flagi z bazy przeciwnika, i przyniesienie do Białej Flagi. Wtedy drużyna czerwona dostaje punkty z przedziału 20-30 z zaokrągleniem do 5 (rzadko się zdarza, aby drużyna Alpha zdobyła 15 albo 35 punktów) za CAP. Wygrywa drużyna, która uzbiera określoną liczbę punktów lub będzie ich miała więcej po upływie czasu.

### Deathmatch
Tryb gry, w którym każdy gracz działa indywidualnie. W tym trybie każdy zabija każdego. Za 1 zabójstwo przydzielany jest 1 punkt do tabeli (przycisk F1). Wygrywa gracz, który zbierze określoną liczbę punktów, lub będzie miał ich więcej od reszty graczy, po upływie czasu.

### Teammatch
Tryb analogiczny do Deathmatch, z tą różnicą, że gracze są podzieleni na 4 drużyny: Alpha, Bravo, Charlie i Delta. 1 zabójstwo = 1 pkt dla drużyny. Wygrywa ten zespół, który uzbiera określoną liczbę punktów, lub będzie miał ich najwięcej po upływie czasu rundy.

## Rejestracja
W podstawową wersję można grać za darmo. Po rejestracji, która wymaga wpłaty na konto autora $9 lub 25 zł zyskujemy:
- Możliwość zmiany i tworzenia profili
- Możliwość zmiany interfejsu gry na inny niż standardowy
- Odtwarzacz MP3 wbudowany w grę
- Nieograniczony czas nagrywania dema
- Większą ilość dostępnych rozdzielczości
- Brak okien przypominających o rejestracji
- Mini mapę pokazującą obszar gry
- Gwiazdkę przy nicku w czasie gry
- Kolorowe płomienie dopalaczy